# CR&S DUU
CR&S DUU – włoski motocykl łączący style naked bike i cruiser. Maszyna jest wykonywana w niewielkich seriach, a wybór ostatecznego wyglądu jej detali pozostawiony jest klientowi.

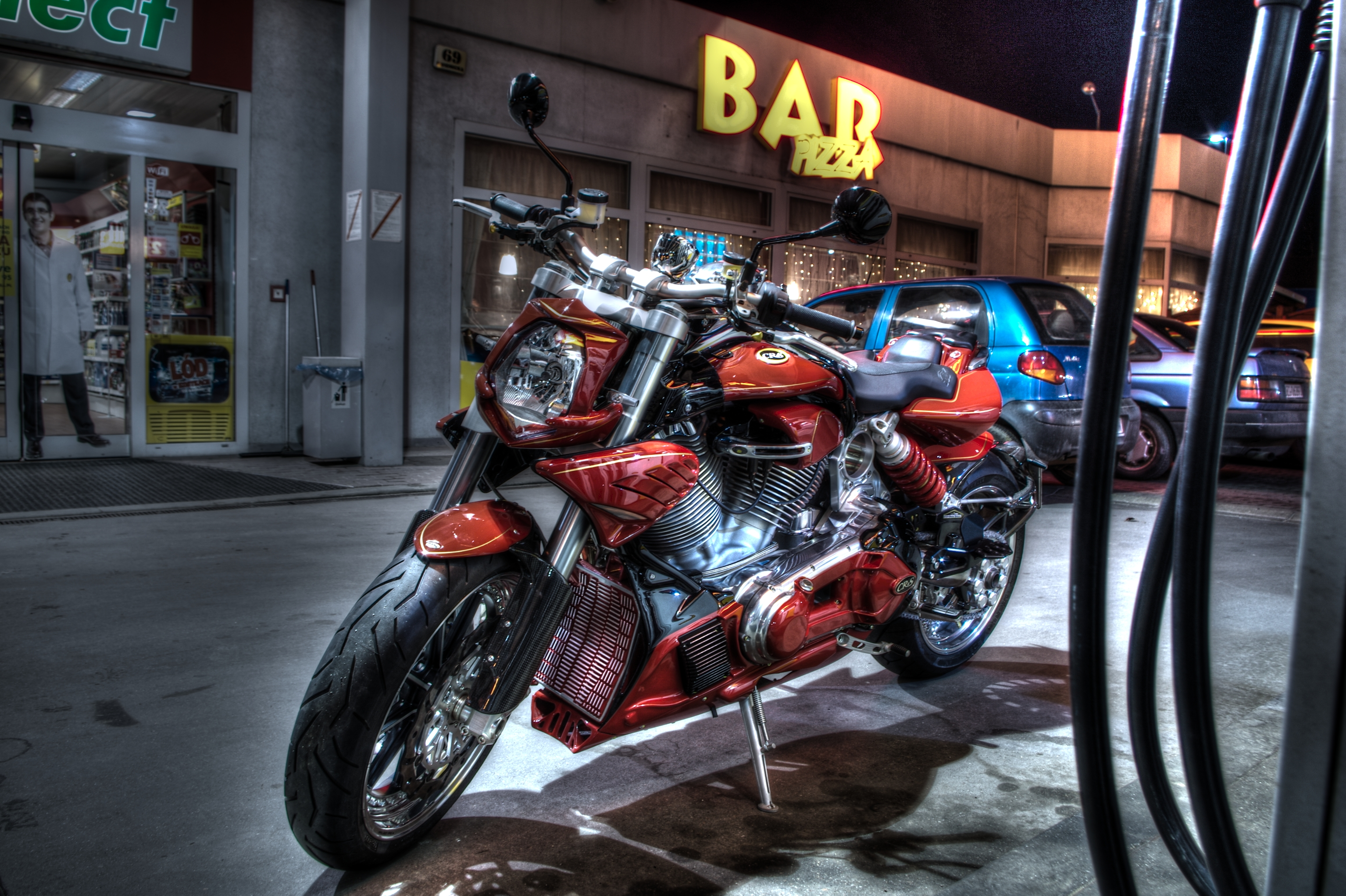
CR&S DUU

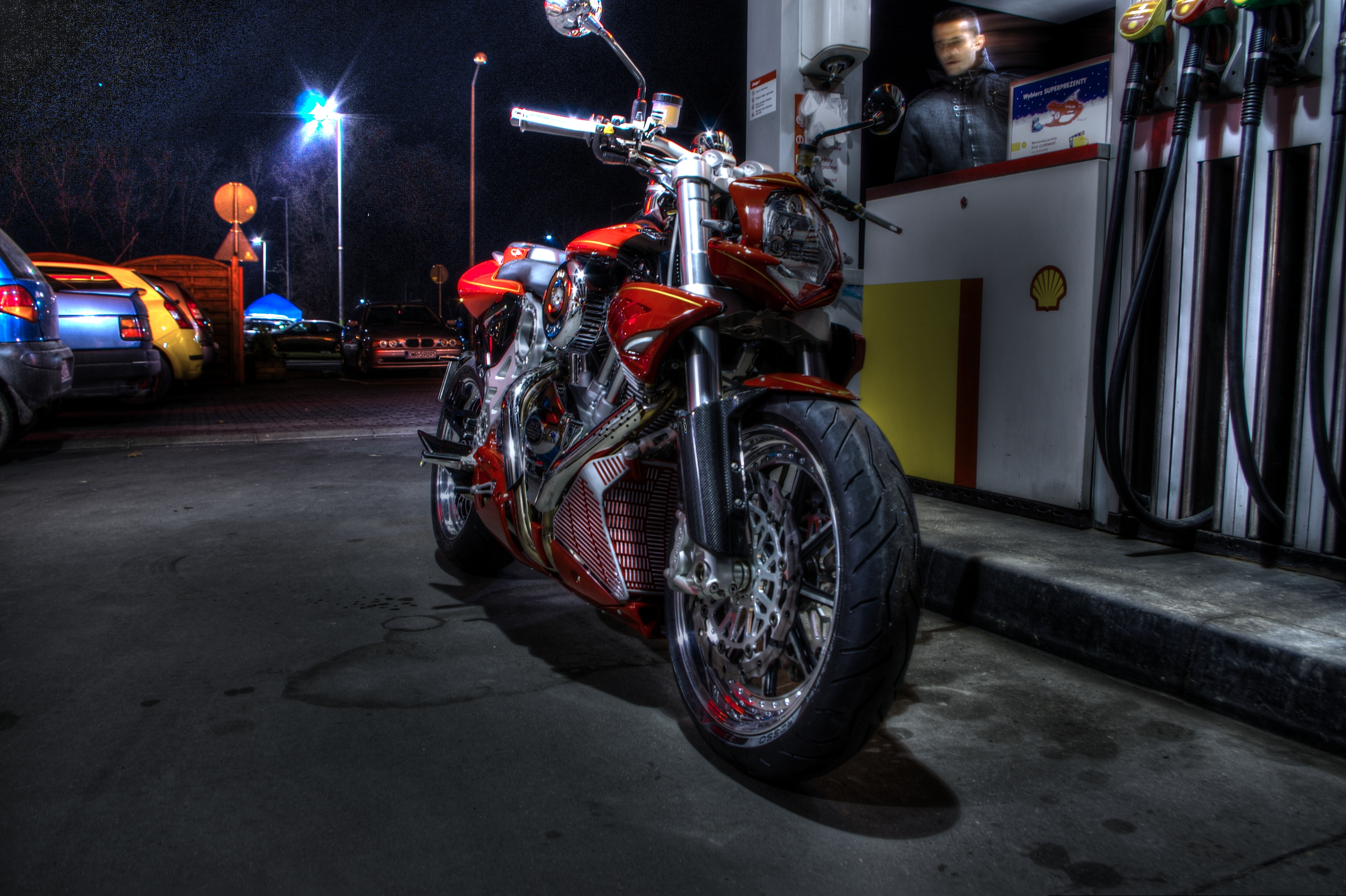
CR&S DUU

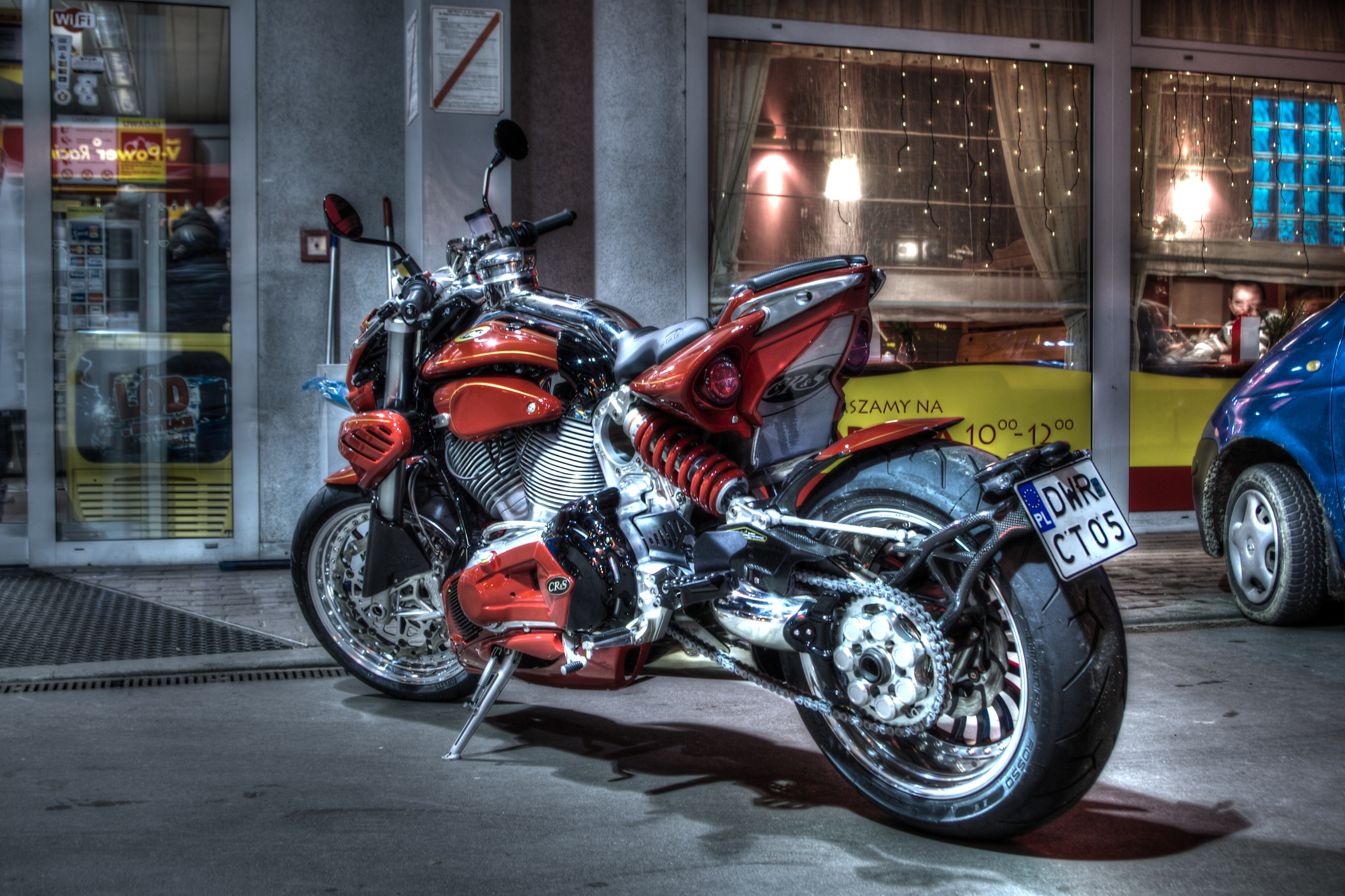
CR&S DUU

## Dane techniczne/Osiągi
Silnik: V2
Pojemność silnika: 1916 cm³
Moc maksymalna: 97 KM/5100 obr./min
Maksymalny moment obrotowy: 158 Nm/4300 obr./min
Prędkość maksymalna: brak danych
Przyspieszenie 0–100 km/h: brak danych